# 2016年のテレビドラマ (日本)
- 2016年のテレビ (日本) > 2016年のテレビドラマ (日本)
- 2016年のテレビ (日本) > 2016年のテレビ番組一覧 (日本) > 2016年のテレビドラマ (日本)

2016年のテレビドラマでは、2016年に日本国内で放送されたテレビドラマについてまとめる。

## 主な動向

### 1月
- 1日 - テレビ東京系でこの日、久住昌之原作・松重豊主演のグルメドラマ『孤独のグルメ』初の新春スペシャル版として『孤独のグルメお正月スペシャル〜真冬の北海道・旭川出張編』（23:15 - 翌0:10）を放送。
- 2日 - テレビ東京系で正月恒例の「YAMADA新春時代劇」第36作となる『信長燃ゆ』（東山紀之主演）を放送。なお、同作品を最後に、1981年から36年に亘って続いた新春ワイド時代劇シリーズの歴史に幕[1][注 1]。
- 7日
  - 千葉県船橋市の非公認ゆるキャラ、ふなっしーが、この日放送のフジテレビ系ドラマスペシャル『ふなっしー探偵』（19:57 - 21:54）で“俳優”としてドラマ初主演。共演はお笑いコンビ・アンジャッシュの児嶋一哉ほか[2]。
  - 読売テレビ制作・日本テレビ系1月期木曜ドラマ『マネーの天使〜あなたのお金、取り戻します!〜』（小籔千豊、片瀬那奈ほか出演）放送開始（ - 3月24日）。
- 10日 - NHK大河ドラマ第55作『真田丸』（三谷幸喜作）放送開始。主人公・真田信繁を堺雅人が演じるほか、三谷が大河ドラマの脚本を担当するのは『新選組!』（2004年）以来12年ぶり2作目（ - 12月18日）[3]。なお初回視聴率は19.9%（ビデオリサーチ調べ、関東地区・世帯・リアルタイム、以下略）で、2014年の『軍師官兵衛』（18.9%）、2015年の『花燃ゆ』（16.7%）よりは上回ったものの、2013年の『八重の桜』（21.4%）以来となる20%超えはならなかった[4]。しかし翌週17日の放送で初回を上回る20.1%を記録し、大河ドラマとしては3年ぶりに視聴率が20%を超えた[5]。
- 12日 - TBS系火曜10時枠にて『ダメな私に恋してください』（深田恭子主演）放送開始（ - 3月15日）。
- 13日
  - 日本テレビ系1月期水曜ドラマ『ヒガンバナ〜警視庁捜査七課〜』（堀北真希主演）放送開始（ - 3月16日）。
  - フジテレビ系水曜10時枠にて『フラジャイル』（長瀬智也主演）放送開始（ - 3月16日）。なお、フジ水曜10時枠は同作をもって廃枠。
- 14日
  - テレビ朝日系「木曜ドラマ」枠で、「土曜ワイド劇場」枠にてスペシャルドラマで放送され好評を博した草彅剛（SMAP）主演の『スペシャリスト』をシリーズ化、この日から放送開始（ - 3月17日）。
  - フジテレビ系1月期木曜劇場『ナオミとカナコ』（広末涼子・内田有紀主演）放送開始（ - 3月17日）。
- 15日 - TBS系1月期金曜ドラマ『わたしを離さないで』（綾瀬はるかほか出演）放送開始（ - 3月18日）。
- 16日
  - （15日深夜）テレビ東京系「ドラマ24」枠にて『東京センチメンタル』（吉田鋼太郎主演）放送開始（ - 4月9日）。
  - 日本テレビ系1月期土曜ドラマ『怪盗 山猫』（亀梨和也主演）放送開始（ - 3月19日）。
- 17日
  - TBS系1月期日曜劇場『家族ノカタチ』（香取慎吾ほか出演）放送開始（ - 3月20日）。
  - 日本テレビ系1月期日曜ドラマ『臨床犯罪学者 火村英生の推理』（斎藤工・窪田正孝主演）放送開始（ - 3月20日）。
- 18日
  - フジテレビ系1月期月9ドラマ『いつかこの恋を思い出してきっと泣いてしまう』（有村架純ほか出演）が放送開始（ - 3月21日）。
  - NET（現：テレビ朝日）系『遠山の金さん捕物帳』や日本テレビ系ほか『伝七捕物帳』、1977年放送のNHK大河ドラマ『花神』など主にテレビ時代劇で活躍した歌舞伎俳優の四代目中村梅之助がこの日、肺炎のため死去[6]。
- 19日 - 関西テレビ制作・フジテレビ系火曜22時枠にて『お義父さんと呼ばせて』（遠藤憲一・渡部篤郎主演）放送開始（ - 3月15日）。

### 2月
- 1日
  - 東海テレビ制作・フジテレビ系平日昼の帯ドラマの最終作品となる『嵐の涙〜私たちに明日はある〜』がこの日から放送開始（全44話、- 3月31日）。
  - 『3年B組金八先生』など数多くのTBS系ドラマを手がけたプロデューサーの柳井満が、胸部大動脈瘤破裂のため、川崎市内の病院で死去[7]。
- 5日 - テレビ朝日系「金曜ナイトドラマ」枠にて『スミカスミレ 45歳若返った女』（松坂慶子・桐谷美玲主演）放送開始（ - 3月25日）。
- 17日・20日・21日 - 日本テレビ系の1月期連続ドラマ3作品（『ヒガンバナ〜警視庁捜査七課〜』『怪盗 山猫』『臨床犯罪学者 火村英生の推理』）がコラボレーションを実施、それぞれの作品に異なる作品の登場人物がカメオ出演した[8]。
- 17日 - フジテレビ系『いつかこの恋を思い出してきっと泣いてしまう』について、日本介護福祉士会が「人材確保に影響を及ぼす」として配慮するよう申し入れたことが明らかに。実際に介護現場に携わる者からの苦情のメールを受けてのもので、フジテレビは「各方面からの監修を受けて製作に当たっているが、今回の申し入れについて貴重なご意見として賜る」とコメントした[9]。

### 3月
- 11日 - 日本テレビ系でこの日「金曜ロードSHOW!」枠において、赤塚不二夫原作で過去4度アニメ化された同名人気漫画のスペシャルドラマ『天才バカボン〜家族の絆』を放送[10]。バカボンのパパ役はお笑いコンビ・くりぃむしちゅーの上田晋也、バカボン役は女流お笑いコンビ・おかずクラブのオカリナ、バカボンのママ役は女優でピアニストの松下奈緒がそれぞれ演じた[11]ほか、主題歌[注 2]をタモリ（お笑いタレント・司会者）が担当した[12]。
- 14日（13日深夜）・16日（15日深夜） - 毎日放送制作・TBS系の深夜ドラマ枠（制作局では月曜未明に、TBSでは水曜未明にそれぞれ放送。）にて、『神奈川県厚木市 ランドリー茅ヶ崎』が放送開始[注 3]。主演は松井玲奈（元SKE48）を起用、相手役には滝藤賢一が出演。また、本作の主題歌『シャボン』についても姉妹音楽ユニット：チャラン・ポ・ランタンとのコラボレーションの形で松井自身が歌う[13]。
- 16日 - テレビ朝日系の刑事ドラマ『相棒 season14』がこの日最終回。
- 17日 -（16日深夜）テレビ朝日『AKBホラーナイト アドレナリンの夜』（2015年10月 - ）がこの日終了。最終回は、半年間の地上波放送及びインターネット配信と並行して行われた、AKB48グループからテレビ朝日系秋期連続ドラマ主演女優を決定するオーディションの「結果発表SP」で、島崎遥香（AKB48）が選ばれた[14]。
- 19日 - 4月9日 - NHK総合にて、放送90周年を記念しスペシャルドラマ『大河ファンタジー 精霊の守り人』（上橋菜穂子原作、綾瀬はるか主演）を4夜連続で放送。本シリーズは3年間に亘って放送される。
- 26日 - フジテレビ系土曜深夜ドラマ枠「土ドラ（第2期）」がこの日『武道館』（2月6日 - 、全8話）最終回放送をもって終了。翌月からの「オトナの土ドラ」（東海テレビ制作）新設に伴う。
- 31日 - 東海テレビ制作・フジテレビ系平日昼の帯ドラマがこの日『嵐の涙〜私たちに明日はある〜』最終回（第44話）放送をもって終了、51年11か月の歴史に幕[15][16]。なお、枠終了により、民放においての帯ドラマ枠が消滅[注 4][17]。

### 4月
- 2日
  - テレビ朝日系「土曜ワイド劇場」（土曜21:00 - 23:06）枠が単発のドラマ・バラエティーを放送する新枠「土曜プライム」に改正[18]。これにより「ワイド劇場」は「プライム」の一企画扱いに降格となる[19]が、単独番組としての「ワイド劇場」に割り当てられていた月1回の朝日放送制作回は新枠でも設けられるが、朝日放送制作週において「ワイド劇場」を放送するとは限らない。初回は『土曜ワイド劇場・京都南署鑑識ファイル』を放送。また、20:58 - 21:00のミニ枠も「今夜の土曜プライム」に改題され「プライム」で「ワイド劇場」を放送しない日にも放送される。
  - フジテレビ系土曜23:40 - 翌0:35に東海テレビ制作の新ドラマ枠「オトナの土ドラ」を新設。第1作は『火の粉』（ユースケ・サンタマリア主演）[16][20]（ - 5月28日まで）。
  - テレビ東京系ではこの日から土曜11:03 - 11:30枠にて『孤独のグルメ』シリーズの再放送を、Season1（全12話、2012年1月 - 3月）から順次開始（Season1は6月25日終了）。
- 4日
  - NHK連続テレビ小説第94作『とと姉ちゃん』（高畑充希主演）放送開始（ - 10月1日）。
  - NHK連続テレビ小説第93作『あさが来た』（大阪局制作、2日終了）の放送期間中[注 5]の平均視聴率がこの日発表され、23.5%（ビデオリサーチ調べ、関東地区・世帯・リアルタイム）と、21世紀に入って最高記録となった[21]。
- 5日 - 関西テレビ制作・フジテレビ系火曜22時枠で2014年10月期に放送され人気を博した竹野内豊主演・バカリズム脚本の連続ドラマ『素敵な選TAXI』が21:00 - 23:24にスペシャルドラマ『素敵な選TAXIスペシャル〜湯けむり連続選択肢〜』として放送、玉山鉄二、瀧本美織、清水富美加、山崎樹範、丸山智己、宇梶剛士、松重豊が乗客としてゲスト出演。
- 6日 - テレビ朝日系水曜刑事ドラマ枠にて『警視庁捜査一課9係（第11シーズン）』（渡瀬恒彦・井ノ原快彦主演）放送開始（ - 6月15日）。
- 7日 - 読売テレビ制作・日本テレビ系4月期木曜ドラマ『ドクターカー』（剛力彩芽主演）放送開始（ - 6月30日）。
- 9日（8日深夜） - テレビ東京土曜0:52 - 1:23（金曜深夜）枠にて『その「おこだわり」、俺にもくれよ!!』（松岡茉優・伊藤沙莉主演）放送開始（ - 6月18日）。
- 10日 - テレビ東京系にて、この日未明（9日深夜）から毎週日曜未明（土曜深夜）に新ドラマ枠「土曜ドラマ24」[注 6]（0:20 - 0:50）を新設。第1作は久住昌之原作・戸次重幸主演の『昼のセント酒』（ - 6月26日）[22]。
- 11日
  - フジテレビ系4月期月9ドラマ『ラヴソング』（福山雅治主演）放送開始（ - 6月13日）。
  - TBS系月曜21・22時台の「月曜ゴールデン」枠を改正、新たに2時間サスペンスドラマに限らず、それ以外の特別ドラマや単発バラエティや映画も放送する総合エンターテインメント枠「月曜名作劇場」とする。新枠第1弾は「月曜ドラマスペシャル」時代から続く小林稔侍主演の人気シリーズ『税務調査官・窓際太郎の事件簿30』[23][注 7]。
- 12日 - TBS系火曜22時枠にて、松田奈緒子原作の漫画をドラマ化した『重版出来!』（黒木華主演）放送開始（ - 6月14日）。
- 13日（12日深夜）・18日（17日深夜） - 毎日放送制作・TBS系の深夜ドラマ（現在、制作局では月曜未明に、TBSでは水曜未明にそれぞれ放送。）に枠名「ドラマイズム」が付され、再出発。第1作は松田翔太主演の『ディアスポリス 異邦警察』（全10話）[24]。なお枠名付きのドラマ枠になるにあたって、毎日放送・TBSのいずれでも、枠名無しの枠が同枠最終作『神奈川県厚木市 ランドリー茅ヶ崎』の最終回放送時点からの枠移動はないが、枠名が付される[注 8][注 9]（MBS - 6月13日）（TBS - 6月15日）。
- 13日 - 日本テレビ系4月期水曜ドラマ『世界一難しい恋』（大野智（嵐）主演）放送開始（ - 6月15日）。
- 14日
  - NHK総合の旧木曜時代劇枠（木曜20:00 - 20:43）にて『鼠、江戸を疾る2』を放送開始（全8回、- 6月2日）[注 10]。
  - テレビ朝日系「木曜ミステリー」枠にて、過去に「土曜ワイド劇場」で放送され人気を博した内藤剛志主演の『警視庁・捜査一課長』をシリーズ化、この日から放送開始（ - 6月23日）。この日放送していた初回2時間スペシャルは21時54分まで放送予定だったが、放送中に熊本県を震源とする最大震度7の熊本地震が発生したことにより、編成上は最後まで中断なくやりきった扱いとはなるも、番組途中でANN報道特別番組に差し替えられた[25]。なお、16日のスペシャルサタデー第3部（14:30 - 16:25）枠にて、関東ほか一部地域で改めて放送される予定[26]だったが、同日にさらに地震被害が広がったことにより、関東地区ほか一部地区での放送予定枠が『ANN報道特別番組 熊本県で震度6強』に差し替えられたため、当該地区では日程再変更となり[27]、関東地区のやり直し放送は18日の『ゴゴワイド・第1部』（14:04 - 15:55）で行われた（他のネット局でも21日の第2回放送当日の昼までに行われた）。
  - フジテレビ系でこの日放送開始予定だった『早子先生、結婚するって本当ですか?』（後述）の開始が、熊本地震の報道特番により21日に順延。また読売テレビ・日本テレビ系『ドクターカー』の第2話も地震特番のため21日に順延された。
- 15日
  - NHK総合
    - 連続テレビ小説『とと姉ちゃん』について、九州・沖縄地区では地震関連ニュースのため、第11話の本放送を本来の再放送時間帯に[注 11]、同再放送は17日（日曜日）11時39分 - 11時54分に、それぞれ臨時枠移動の上放送[28]。
    - 「ドラマ10」枠がこの日から火曜→金曜22時枠へ移動。最初の作品は『コントレール〜罪と恋〜』（全8回、 - 6月10日）。

  - TBS系4月期金曜ドラマ『私 結婚できないんじゃなくて、しないんです』（中谷美紀主演）放送開始（ - 6月17日）。
- 15日・22日 - テレビ朝日系にて、2015年7月期「金曜ナイトドラマ」枠で放送され人気を博した池井戸潤原作の『民王』（遠藤憲一・菅田将暉主演）のスペシャル版を2週連続で放送。1週目（15日）は『民王スペシャル〜新たなる陰謀〜』を、2週目（22日）は『民王スピンオフ〜恋する総裁選〜』をそれぞれ放送した[29]。
- 16日
  - （15日深夜）テレビ東京系「ドラマ24」枠にて、NAOTO（EXILE、三代目 J Soul Brothers from EXILE TRIBE）主演の『ナイトヒーロー NAOTO』放送開始（ - 7月2日（1日深夜））。
  - この日のNHK連続テレビ小説『とと姉ちゃん』第12話が総合テレビでは全域で地震関連ニュースのため放送休止[注 12]、18日に第12話の本放送を第13話の本来の本放送時間帯に、第13話の本放送を15分繰り下げ、第12話の再放送を18日12:30 - 12:45に、それぞれ臨時枠移動を行った（第13話の再放送は通常通り）。
  - この日、東京都内で予定されていた関西テレビ・フジテレビ系『僕のヤバイ妻』とテレビ東京系『ドクター調査班〜医療事故の闇を暴け〜』のそれぞれの制作発表が、熊本地震の被災者に配慮して中止された。
- 17日
  - フジテレビ系日曜21時台に連続ドラマ枠を3年ぶりに再新設[注 13]。第1作は芦田愛菜とシャーロット・ケイト・フォックスのダブル主演による『OUR HOUSE』[30]（ - 6月12日）。なお、この日だけで『OUR HOUSE』『99・9』『ゆとり〜』と3本もの4月期新番組ドラマがスタートした。
  - TBS系4月期日曜劇場『99.9-刑事専門弁護士-』（松本潤（嵐）主演）放送開始（ - 6月19日）。
  - 日本テレビ系4月期日曜ドラマ『ゆとりですがなにか』（宮藤官九郎作・脚本、岡田将生・松坂桃李・柳楽優弥トリプル主演）放送開始（ - 6月19日）。
- 19日 - 関西テレビ制作・フジテレビ系火曜22時枠にて『僕のヤバイ妻』（伊藤英明主演。初回21:00 - 22:48の2時間スペシャル）放送開始（ - 6月14日）。
- 21日
  - （20日深夜）テレビ朝日にて、秋元康原案・AKB48グループ出演による『AKBラブナイト 恋工場』（木曜（水曜深夜）1:41 - 1:56）を放送開始（ - 9月29日）。
  - テレビ朝日系4月期木曜ドラマ『グッドパートナー 無敵の弁護士』（竹野内豊主演）放送開始（ - 6月16日）。
  - フジテレビ系4月期木曜劇場『早子先生、結婚するって本当ですか?』（松下奈緒主演）放送開始（ - 6月16日）[注 14]。
- 22日 - テレビ東京系4月期金曜8時のドラマ『ドクター調査班〜医療事故の闇を暴け〜』（谷原章介主演）放送開始（全7回、 - 6月3日）。
- 23日
  - 日本テレビ系4月期土曜ドラマ『お迎えデス。』（福士蒼汰・土屋太鳳ダブル主演）放送開始（初回15分拡大。 - 6月18日）[注 15]。
  - NHK BSプレミアムにて、連続テレビ小説『あさが来た』のスピンオフドラマ『割れ鍋に綴じ蓋』（21:00 - 22:29）を放送[32]。
- 29日 - テレビ朝日系「金曜ナイトドラマ」枠にて、林真理子の小説をドラマ化した『不機嫌な果実』（栗山千明主演）放送開始（全8回、 - 6月10日）。
- 30日 - NHK総合土曜ドラマ（20:15 - 20:43）枠にて、黒柳徹子（女優・司会者）の自伝『トットチャンネル』を原作とした『トットてれび』を放送開始（全7回、6月18日）。黒柳役は満島ひかりが演じる[注 16]。

### 5月
- 7日 - NHK総合、木曜20時枠の『木曜時代劇』が土曜18時枠に移動し『土曜時代劇』（18:10 - 18:45）と番組枠新設の形として放送を開始。第1作は『一路』（永山絢斗主演）。
- 15日 - NHK大河ドラマ『真田丸』に、1978年の大河ドラマ『黄金の日日』の主役「呂宋助左衛門」役を演じた歌舞伎俳優の9代目松本幸四郎（当時の名義は6代目市川染五郎）が出演し、38年ぶりに同じ人物を演じることを発表[33]。

### 6月
- 4日 - 東海テレビ・フジテレビ系『オトナの土ドラ』の第2作『朝が来る』（安田成美主演、川島海荷ほか共演）がこの日から開始[34]（ - 7月31日まで）。
- 14日 - 2012年に死去した俳優二谷英明の妻、そして元女優で現在は実業家として活躍している二谷友里恵の母であり、映画やテレビドラマで活躍した女優の白川由美がこの日夕方、東京都内の自宅の風呂場で倒れ病院に搬送されたものの心不全のため死去（享年79）[35][36]。
- 18日 - 日本テレビ系土曜ドラマ『お迎えデス。』最終回は2時間SP（21:20 - 23:14[注 17]）で放送。最終話のゲストには観月ありさ、田中圭らが出演した。
- 20日（19日深夜）・22日（21日深夜） - 毎日放送・TBS系「ドラマイズム」枠にて、『OLですが、キャバ嬢はじめました』を放送開始[注 18]。主演は本作がドラマ初主演となる元AKB48の倉持明日香で、共演は石川梨華、筧美和子、奥仲麻琴ら[37]。
- 25日・26日 - フジテレビ系にて、三億円事件をテーマにした漫画（渡辺潤作）を原作とするスペシャルドラマ『モンタージュ 三億円事件奇譚』を2夜連続で放送。主演は福士蒼汰[38][39][40]。

### 7月
- 7日 - 読売テレビ・日本テレビ系7月期木曜ドラマ『遺産相続弁護士 柿崎真一』が放送開始（ - 9月29日）。主演は三上博史[41]。
- 8日 - TBS系7月期金曜ドラマ『神の舌を持つ男』を放送開始（ - 9月9日）。主演は向井理で、共演は木村文乃、佐藤二朗ら、演出を堤幸彦が務める[42]。
- 9日
  - （8日深夜）テレビ東京の土曜0:52 - 1:23（金曜深夜）枠にて、スマートフォン向け漫画アプリ「comico」に連載の人気漫画をドラマ化した『こえ恋』（どーるる作、永野芽郁主演）を放送開始（ - 9月30日）[43]。
  - 日本テレビ系7月期土曜ドラマ、筒井康隆の同名小説をドラマ化した『時をかける少女』を放送開始（全5回、 - 8月6日）。配役は連続ドラマ初主演となる黒島結菜をメインに、相手役には菊池風磨（Sexy Zone）を起用[44]。
  - テレビ東京系にて、円谷プロダクション制作の特撮ドラマウルトラシリーズ新作『ウルトラマンオーブ』放送開始（25話、 - 12月24日）。主人公「クレナイ ガイ」役は石黒英雄。
- 11日 - フジテレビ系7月期月9ドラマ『好きな人がいること』を放送開始（ - 9月19日）。主演を桐谷美玲が務め、桐谷の相手役として山﨑賢人、三浦翔平、野村周平の3名が登場する[45]。
- 12日
  - TBS系「火曜ドラマ」枠にて、北川みゆきのコミックが原作の『せいせいするほど、愛してる』を放送開始（ - 9月20日）。主演は武井咲で、共演は滝沢秀明ら[46]。
  - 関西テレビ制作・フジテレビ系火曜22時枠にて『ON 異常犯罪捜査官・藤堂比奈子』を放送開始（初回は21時からの2時間SP。- 9月6日）。主演は同作が民放の連続ドラマ初主演となる波瑠[47]。
- 13日
  - 日本テレビ系水曜ドラマ『家売るオンナ』を放送開始（ - 9月14日、初回は10分後拡大）。主演は結婚後初のドラマ出演となる北川景子が務める[48]。
  - テレビ朝日系7月期水曜9時刑事ドラマ『刑事7人 season2』（東山紀之主演）が放送開始（ - 9月14日）。
- 14日
  - TBS系7月期「水ドラ!!」にて、『死幣』を放送開始（ - 9月15日）。主演は松井珠理奈（SKE48）[49]。
  - テレビ朝日系7月期木曜ドラマ『はじめまして、愛しています。』を放送開始（ - 9月15日）。主演は尾野真千子、江口洋介で、脚本は遊川和彦が手掛ける[50]。
  - フジテレビ木曜未明（水曜深夜、関東ローカル）1:55 - 2:25枠にて、岡村星の原作漫画を実写化したシチュエーション・コメディ『ラブラブエイリアン』を放送開始（ - 9月22日）[51]。
- 16日（15日深夜） - テレビ東京系「ドラマ24」枠にて、福澤徹三作の小説をドラマ化した『侠飯〜おとこめし〜』（生瀬勝久主演、榊英雄監督）を放送開始（ - 9月24日）[52]。
- 17日
  - （16日深夜）テレビ東京系「土曜ドラマ24」第2作として、アイドルグループ・欅坂46のメンバーが総出演するサスペンスドラマ『徳山大五郎を誰が殺したか?』を放送開始（ - 9月25日）[53]。
  - 日本テレビ系7月期日曜ドラマ『そして、誰もいなくなった』を放送開始（ - 9月11日、初回は30分前拡大）。主演は藤原竜也が務め、藤原の母親役を黒木瞳、藤原の親友役を玉山鉄二が演じる[54]。
  - TBS系「日曜劇場」枠にて『仰げば尊し』を放送開始（ - 9月11日）。主演は寺尾聰[55]。
  - フジテレビ系日曜21時枠ドラマ第2作として、Hey! Say! JUMPのメンバー、中島裕翔のゴールデン枠連続ドラマでの単独初主演となる『HOPE〜期待ゼロの新入社員〜』を放送開始（ - 9月18日）[56]。なお、同日だけで『そして、誰も〜』『仰げば尊し』『HOPE』の3本が開始される。
- 18日（17日深夜、毎日放送）・20日（19日深夜、TBS）- 毎日放送制作・TBS系「ドラマイズム」枠にて、山田孝之主演のシリーズ最終作『闇金ウシジマくん Season3』を放送開始（ - 9月末）[57]。
- 21日
  - テレビ朝日系「木曜ミステリー」枠にて、2015年に「土曜ワイド劇場」で放送された単発ドラマ『女たちの特捜最前線』を連続ドラマとして放送開始（ - 8月25日）。主演は高島礼子、宮崎美子、高畑淳子[58]。
  - フジテレビ系「木曜劇場」枠にて『営業部長 吉良奈津子』を放送開始（ - 9月22日）。主演は3年ぶりのドラマ出演となる松嶋菜々子[59]。
- 22日
  - テレビ東京系「金曜8時のドラマ」枠にて、原宏一の小説シリーズをドラマ化した『ヤッさん〜築地発!おいしい事件簿〜』を放送開始（ - 8月26日）。主演は伊原剛志[60]。
  - テレビ朝日系「金曜ナイトドラマ」枠にて、西村ミツル原作のコミックを実写ドラマ化した『グ・ラ・メ!〜総理の料理番〜』を放送開始（ - 9月9日）。主演は剛力彩芽[61]。

### 8月
- 3日 - テレビ東京系にて、久住昌之原作・松重豊主演のグルメドラマ『孤独のグルメ』のスペシャル版として『孤独のグルメスペシャル〜東北・宮城出張編』（22:00 - 23:08）を放送[62]。なお、同シリーズにおいては初のプライムタイム枠での放送となった。
- 6日
  - 日本テレビ系7月期土曜ドラマ『時をかける少女』最終回の冒頭にて、同日開催の「AKB48大運動会」が行われたさいたまスーパーアリーナからの生中継を挿入、AKB48が同作の主題歌「LOVE TRIP」を生で披露した[63]。
  - 数々のテレビドラマや映画でバイプレイヤーとして活躍した俳優で書家[注 19]の梅津榮がこの日、肝硬変のため死去（88歳没）[64]。
- 13日 - 東海テレビ・フジテレビ系「オトナの土ドラ」の第3弾『ノンママ白書』が放送開始（ - 9月24日）。主演は鈴木保奈美[65]。
- 23日 - 女優高畑淳子の長男で、俳優・タレントの高畑裕太が、映画撮影のため滞在していた群馬県前橋市内のビジネスホテルで女性従業員に暴行を加えたとして強姦致傷容疑で群馬県警に逮捕された[66]。なお、出演予定だった24時間テレビドラマスペシャル（後述）については、高畑に代わり、ジャニーズ事務所所属のグループ・NEWS[注 20]のメンバー・小山慶一郎が出演した[67][注 21]。この他、出演中だったテレビ東京系ドラマ24『侠飯〜おとこめし〜』については、27日（26日未明）の放送から最終回まで出演を見合わせる形をとった。
- 27日 - 日本テレビ系の夏恒例『24時間テレビ39「愛〜これが私の生きる道〜」』にて、スペシャルドラマ『盲目のヨシノリ先生〜光を失って心が見えた〜』を放送（21:15-23:10）。主演はNEWSのメンバー・加藤シゲアキ[注 20]と、沢尻エリカが務めた[68]。

### 9月
- 3日・10日・17日 - 日本テレビ系「土曜ドラマ」枠にて3週連続特別企画『THE LAST COP/ラストコップ episode 0(ゼロ)』（日テレ・hulu共同制作、唐沢寿明・窪田正孝主演）が放送された[69]。
- 17日 - テレビ朝日系『土曜プライム』にて、阿久悠原作の小説で、過去に映画・ドラマ化された『瀬戸内少年野球団』[注 22]をスペシャルドラマとして放送。主演の「中井駒子」役は武井咲、武井の夫役は三浦貴大がそれぞれ務めた。共演は本田望結、えなりかずきら[70]。
- 19日 - 日本テレビ系の『雑居時代』『水もれ甲介』ほか石立鉄男主演・ユニオン映画制作ドラマのメインライターを務め、『池中玄太80キロ』（西田敏行主演、1981年）を手掛けた脚本家の松木ひろしがこの日、急性白血病のため逝去（87歳没）[71]。
- 18日・19日 - TBS系にて、橋田壽賀子脚本のホームドラマのスペシャル版『渡る世間は鬼ばかり2016年スペシャル』[72]が2夜連続で放送された。
- 23日 - NHK総合「ドラマ10」枠にて『運命に、似た恋』が放送開始（全8回、 - 11月11日）。主演は原田知世と斎藤工が務め、NHKドラマ初登板となる北川悦吏子が脚本を担当[73]。
- 24日 - NHK総合「土曜時代劇」枠にて、諸田玲子原作、武井咲主演の『忠臣蔵の恋〜四十八人目の忠臣〜』放送開始（全20回、 - 2017年2月25日）。なお「土曜時代劇」は2017年5月より新シリーズ枠「土曜時代ドラマ」に衣替えされるため、同作品をもって「土曜時代劇」としての最終作品となる。
- 25日 - テレビ朝日系にて、東山紀之主演の時代劇『必殺シリーズ』年1回恒例のスペシャル『必殺仕事人2016』（朝日放送・テレビ朝日共同制作）放送[74]。
- 29日 - 読売テレビ・日本テレビ系「木曜ドラマ」枠にて、市川崑監督による日本映画を現代風にリメークした『黒い十人の女[注 23]』が放送開始（ - 12月1日)。主演は船越英一郎[注 24]が務め、脚本はバカリズムが担当する[75]。

### 10月
- 3日 - NHK朝の連続テレビ小説第95作として『べっぴんさん』（大阪局製作）が放送開始（ - 2017年4月1日までの全151回）。脚本は渡辺千穂が担当し[76][77][78]、またヒロイン「坂東すみれ」役には女優の芳根京子が起用され[79]、ヒロイン「坂東すみれ」の両親に生瀬勝久と菅野美穂[注 25]、姉に蓮佛美沙子、ヒロインの同級生で共に事業を起こす人物に百田夏菜子（ももいろクローバーZ）を起用[80][81][82]。
- 5日 - 日本テレビ系「水曜ドラマ」枠にて、宮木あや子の小説を原作とする『地味にスゴイ! 校閲ガール・河野悦子』（石原さとみ主演）を放送開始（ - 12月7日）。共演は菅田将暉ら[83]。初回は10分拡大SPで放送された。
- 8日
  - （7日深夜）テレビ東京系「ドラマ24」枠にて、山田孝之主演・福田雄一監督による低予算ドラマ『勇者ヨシヒコシリーズ』の第3作『勇者ヨシヒコと導かれし七人』を放送開始（ - 12月24日（23日深夜））[84]。
  - 日本テレビ系「土曜ドラマ」枠にて、huluとの共同制作による刑事アクションドラマ『THE LAST COP/ラストコップ』（唐沢寿明・窪田正孝ダブル主演）を放送開始（ - 12月10日）。初回は10分拡大。
  - 東海テレビ制作・フジテレビ系「オトナの土ドラ」第4作『とげ 小市民 倉永晴之の逆襲』（田辺誠一主演）放送開始（全8回、 - 11月26日）。
- 9日
  - （8日深夜）テレビ東京系「土曜ドラマ24」第3作『潜入捜査アイドル・刑事ダンス』（中村蒼主演）を放送開始（ - 12月25日（24日深夜））。
  - フジテレビ系10月期日曜21時枠、玉木宏主演の警察ドラマ『キャリア〜掟破りの警察署長〜』が放送開始（ - 12月11日）[85]。
  - 日本テレビ系10月期日曜ドラマ『レンタル救世主』が放送開始（ - 12月11日）。主演は沢村一樹、共演は藤井流星（ジャニーズWEST）、志田未来[86]。初回は30分拡大（10:00 - 11:25）。
- 11日
  - 関西テレビ制作火曜10時枠が21時台（バラエティ枠）と枠交換する形で、火曜21時枠連続ドラマ枠を新設。第1作は、吉田羊主演の『メディカルチーム レディ・ダ・ヴィンチの診断』で、2015年3月末にフジテレビ制作枠が終了して以来、1年6ヶ月ぶりに連続ドラマ枠が復活[87]（ - 12月13日）。
  - TBS系10月期「火曜ドラマ」枠にて、海野つなみの漫画を原作とする『逃げるは恥だが役に立つ』（新垣結衣主演）が放送開始（ - 12月20日）[88]。共演は星野源ほか。
- 12日 - テレビ朝日系水曜9時刑事ドラマ『相棒 season15』（主演：水谷豊・反町隆史）が放送開始（ - 2017年3月22日）[89]。初回は20時からの2時間SP。
- 13日
  - テレビ朝日系「木曜ドラマ」枠にて、米倉涼子主演の『ドクターX〜外科医・大門未知子〜』（第4シリーズ）が放送開始（ - 12月22日）[90]。共演に岸部一徳、内田有紀、西田敏行らに加え、泉ピン子が初出演する。
  - フジテレビ系「木曜劇場」枠にて、『Chef〜三ツ星の給食〜』が放送開始（ - 12月15日）。主演は天海祐希[91]。
- 14日
  - TBS系10月期「金曜ドラマ」枠にて『砂の塔〜知りすぎた隣人』（菅野美穂主演）が放送開始（ - 12月16日）[92]。共演は松嶋菜々子ら。
  - テレビ東京系「金曜8時のドラマ」枠にて、連続テレビドラマ時代劇『石川五右衛門』を放送開始。樹林伸が脚本を担当し、主演は民放連続テレビドラマ初登板となる歌舞伎役者の十一代目市川海老蔵で、テレビ東京が連続ドラマ時代劇を製作するのは2008年放送の『主水之助七番勝負〜徳川風雲録外伝〜』（主演：松平健）以来8年ぶり[93][94]（ - 12月2日）。
- 15日（14日深夜） - テレビ東京系0:52 - 1:23枠にて、マキヒロチの漫画を原作とする『吉祥寺だけが住みたい街ですか?』を放送開始（ - 12月24日（23日深夜））。女性お笑いトリオ・森三中の大島美幸とお笑いコンビ・メイプル超合金の安藤なつのダブル主演。
- 16日
  - TBS系10月期「日曜劇場」、織田裕二主演の『IQ246〜華麗なる事件簿〜』が放送開始（ - 12月18日）。共演は土屋太鳳、ディーン・フジオカら[95]。
  - TBS系『赤いシリーズ』をはじめ、同局系『夜明けの刑事』『明日の刑事』『スクール☆ウォーズ』などの大映テレビ製作によるテレビドラマのプロデュースを数多く手掛けたことで知られた元同社プロデューサーで顧問も歴任した春日千春がこの日、肺炎のため死去（82歳没）[96][97]。
- 17日 - フジテレビ系10月期月9『カインとアベル』を放送開始（ - 12月19日）。主演は山田涼介（Hey! Say! JUMP）[98]。
- 18日（17日深夜） - テレビ朝日系にて、毎週火曜0:15 - 0:45（月曜深夜）に島崎遥香（AKB48）主演のシチュエーション・コメディ刑事ドラマ『警視庁 ナシゴレン課』が放送開始（ - 12月20日（19日深夜））。共演は古田新太、勝村政信ら。
- 20日（19日深夜） - TBS系「水ドラ!!」枠にて『コック警部の晩餐会』（柄本佑主演）が放送開始（ - 12月22日（21日深夜））。共演は小島瑠璃子、えなりかずきら[99]。
- 21日 - テレビ朝日系10月期「金曜ナイトドラマ」、松岡昌宏（TOKIO）主演の『家政夫のミタゾノ』が放送開始（ - 12月9日（10日未明まで））。共演は清水富美加[100]。
- 23日 - NHK大河ドラマ『国盗り物語』（1973年）で主役を務めるなど、数多くのテレビドラマや舞台、映画などに出演した俳優の平幹二朗がこの日、東京都内の自宅の浴槽で倒れているところを長男で俳優の平岳大が発見、病院に搬送されるが、同日夜死去（82歳没）[101]。なお、その後に遺族の意向により命日が10月22日に変更された[102]。
- 24日 - フジテレビは平幹二朗の死去を受けて、平が主人公の祖父役でレギュラー出演していたドラマ『カインとアベル』の24日の第2回放送について、番組冒頭で平を追悼する黒幕白字テロップを掲出し、また平の出演場面をカットせずそのまま放送した[103]。
- 30日
  - 日本テレビはこの日未明（29日深夜）0:55 - 1:25（土曜深夜）[注 26]枠にて、AKB48グループ出演の抗争ドラマ『マジすか学園』シリーズ（秋元康原案）の第6作『キャバすか学園』を放送開始（ - 2017年1月15日（14日深夜））。
  - フジテレビはこの日、月9ドラマ『カインとアベル』で主人公の祖父役でレギュラー出演していた平幹二朗（23日死去）の後任として寺尾聰を起用することを発表した[104]。
- 30日 - 石原プロモーション元専務取締役で、同社制作の石原裕次郎製作総指揮・渡哲也主演テレビドラマ『大都会』シリーズ（日本テレビ系）や『西部警察』（テレビ朝日系）などの企画立案に関与した小林正彦がこの日、虚血性心不全のため死去（80歳没）[105]。

### 11月
- 5日 - 朝日放送（ABC）制作・テレビ朝日系にて、ABC創立65周年記念スペシャルドラマとして、桜木紫乃の小説を原作とした『氷の轍』（柴咲コウ主演）を放送。
- 6日 - この日放送されたNHK大河ドラマ『真田丸』第44話「築城」において、オープニング映像をエンディングで放送するという異例ともいえる演出を実施。この回の「エンディング」中間に次週放送の第45話「完封」の予告場面を挿入する試みが行われた[106]。
- 9日・12日・13日 - 日本テレビ系で実施される特別週間「カラダWEEK」の一環として、同局10月期ドラマ3作品それぞれにスポーツ選手がゲスト出演した[107]。
  - 9日放送の『地味にスゴイ! 校閲ガール・河野悦子』第6話に、リオデジャネイロオリンピック・ウエイトリフティング女子48キロ級で銅メダルを獲得した三宅宏実が出演。
  - 12日放送の『THE LAST COP/ラストコップ』第6話には、リオデジャネイロオリンピック・競泳800mリレー銅メダルの松田丈志が出演。
  - 13日放送の『レンタル救世主』第6話には、プロボクシング世界3階級制覇王者の長谷川穂積が出演した。
- 11日 - 『私は泣いています』のヒット曲で知られ、TBS系金曜ドラマ『青い鳥』（1997年）やフジテレビ系月9ドラマ『東京タワー 〜オカンとボクと、時々、オトン〜』（2007年）など数多くのテレビドラマに出演し、女優としても活躍したシンガーソングライターのりりィがこの日朝、肺がんのため死去（64歳没）[108]。
- 17日・21日・27日 - フジテレビ系の10月期ドラマのうち、フジ制作枠3作品（木曜劇場『Chef〜三ツ星の給食〜』、月9『カインとアベル』、日曜9時枠『キャリア〜掟破りの警察署長〜』）連合によるコラボレーションを実施、それぞれの作品に異なる作品の出演女優が出演[109]。
- 18日 - NHK総合「ドラマ10」枠にて『コピーフェイス〜消された私〜』が放送開始（全6回、 - 12月23日）。
- 19日〜12月28日 - フジテレビにて、年末での解散が決定した男性アイドルグループ・SMAPのCDデビュー25周年を記念し、これまでに同局で放送したSMAPの5人及び各メンバーが個別で主演を務めた名作ドラマを放送する企画『SMAPグラフィティ』を実施。連続ドラマでは木村拓哉主演の『HERO（第2シリーズ）』（月9枠、2014年7月期）と草彅剛主演の『僕と彼女と彼女の生きる道』（関西テレビ制作（火曜10時枠）、2004年1月期）の2作品を『メディアミックスα』（関東ローカル）枠で放送[110]。
- 19日 -NHK BSプレミアムにて、連続テレビ小説『とと姉ちゃん』のスピンオフドラマ『とと姉ちゃん もう一つの物語「福助人形の秘密」』を19時から放送[111]。
- 19日・20日 - 日本テレビ系のドラマ2作品（『THE LAST COP/ラストコップ』『レンタル救世主』）にてコラボレーションを実施。19日放送の『ラストコップ』第7話に『レンタル〜』の沢村一樹と福原遥が、同じく20日の『レンタル〜』第7話には『ラストコップ』の唐沢寿明・窪田正孝が、それぞれドラマの役で出演[112]。また同様に『レンタル〜』第7話にはゲストとして、アイドルタレントの菊地亜美がゲスト出演した[113]。
- 22日 - この日早朝に福島県沖を震源とする地震が発生し津波警報が発令され、NHKではこの日朝に津波関連の緊急ニュースを放送した関係上、連続テレビ小説『べっぴんさん』の放送日程に変更が生じた。
- 24日 - この日放送のテレビ朝日系木曜ドラマ『ドクターX』第7話にて、同ドラマにおける名物シーンである医局の「大名行列」において、日本体育大学の「集団行動」競技とのコラボレーションを実施[114]。
- 30日 - フジテレビ主催の「第28回フジテレビヤングシナリオ大賞」がこの日発表され、小島聡一郎作の『ぼくのセンセイ』が大賞を受賞。大賞受賞作をドラマ化した『俺のセンセイ』は12月26日（25日深夜）に放送された[115]。

### 12月
- 2日・3日 - フジテレビ系で1989年に開始し2001年まで全9シリーズに亘り断続的に制作・放送され、後にスペシャル版として数回放送された池波正太郎原作の看板時代劇シリーズ『鬼平犯科帳』（中村吉右衛門版、松竹制作）が、シリーズ最後となるスペシャル版『鬼平犯科帳 THE FINAL』の2夜連続放送をもって約27年半にわたる歴史に幕。2日は「金曜プレミアム」枠にて『〜前編 五年目の客』を、3日は「土曜プレミアム」枠にて『〜後編 雲竜剣』をそれぞれ放送した[116][117]。
- 3日 - 東海テレビ制作・フジテレビ系「オトナの土ドラ」第5作目となる『リテイク 時をかける想い』（筒井道隆主演）を放送開始（ - 2017年1月28日）[118]。
- 5日・7日 - 毎日放送制作・TBS系「ドラマイズム」枠（制作局では毎週月曜未明に、キー局では毎週火曜未明に、それぞれ放送）にて、小林立原作の漫画をドラマ化した『咲-Saki-』を放送開始（ - 2017年1月）。
- 5日 - TBS系「月曜名作劇場」にて、恵俊彰（ホンジャマカ）主演の『はぐれ署長の殺人急行 九十九里浜迷宮ダイヤ』を放送。恵がテレビドラマに主演するのはこれが初で、鉄道好きの警察署長「北斗鉄太郎」役を演じた。妻役の三田寛子も12年ぶりにテレビドラマに出演した[119]。
- 9日 - フジテレビ系「金曜プレミアム」枠にて、船越英一郎主演の人気シリーズの第10作目となる『所轄刑事10』をこの日放送。この作品で、民放各局の2時間ドラマにおける船越の主演通算100作目となる[120]。
- 10日 - 日本テレビ系土曜ドラマ『THE LAST COP/ラストコップ』がこの日最終回（第10話）を放送。最終回は一部生放送とし、クライマックスの展開を占う視聴者投票を実施、投票によって主人公である刑事「京極浩介」（唐沢寿明）の生死の行方が決定された[121]。
- 12日 - 15日 - NHK総合『NHKスペシャル』で、東京裁判を検証する『ドラマ 東京裁判』を4夜連続で放送（12日のみ22:25 - 23:25、13日以降は22:25 - 23:20）。
- 28日 - テレビ東京系にて2004年に開始し、2013年〜2014年に「金曜8時のドラマ」枠にて連続ドラマ化されるなど断続的に制作・放送されてきた船越英一郎主演の『刑事吉永誠一 涙の事件簿』シリーズが、この日放送の『刑事吉永誠一 ファイナル』[注 28]をもって完結、13年の歴史に幕[122]。
- 29日（28日深夜） - 31日（30日深夜） - テレビ朝日ほかにてスペシャルドラマ『年の瀬 変愛ドラマ』を3夜連続で放送（29・30日は0:20 - 1:20、31日は0:40 - 1:40）。第1夜（29日）は安田顕主演の『緊Q不倫速報』、第2夜（30日）は山本舞香主演の『恋するJKゾンビ』、最終夜（31日）は田中圭主演の『おっさんずラブ』をそれぞれ放送。
- 29日 - 1978年放送のNHK大河ドラマ『黄金の日日』をはじめテレビドラマや映画などで幅広く活躍し、2010年に俳優を引退した根津甚八がこの日死去[123]。

### 2017年以降のテレビドラマに関する動向
- 6月29日
  - NHKはこの日、2017年前期の連続テレビ小説第96作となる、高度成長期時代の女性の姿を描いた『ひよっこ』（2017年4月3日開始）の製作を発表した。岡田惠和のオリジナル脚本で、ヒロインの「谷田部みね子」役は有村架純が演じ[124]、同作品は9月30日まで全26週・156話に亘って放送された。
  - テレビ朝日はこの日、2017年春改編を目途に中高齢世代の視聴者を対象とした帯ドラマを新設することを発表した。第1弾は倉本聰脚本、石坂浩二主演の『やすらぎの郷』を制作・放送することを発表[125]。なお後になって、新帯ドラマ枠に枠名が付されないことと、2017年4月3日から毎週月 - 金曜日12:30 - 12:50に放送されることとなったが、後に正式枠名を「帯ドラマ劇場（シアター）」とした。同作品は9月29日まで、全130話に亘って放送された。
- 9月8日 - NHKはこの日、2018年度の大河ドラマについて、明治維新の立役者・西郷隆盛を主人公とした『西郷どん』（せごどん。2018年1月7日放送開始）の制作を発表。林真理子の小説を原作に、中園ミホが脚本を手掛け[126]、鈴木亮平が主演。同作品は2018年1月6日放送開始、12月中旬まで放送される。
- 10月31日 - NHK総合で2017年11月から放送される『放送90年 大河ファンタジー 「精霊の守り人」』シーズン3にて、10月22日に逝去した平幹二朗が演じていた聖導師役の後任として鹿賀丈史が起用されることが発表された[127]。
- 11月10日 - NHK大阪放送局が、2017年10月2日から放送開始の連続テレビ小説第97作として『わろてんか』の製作を発表[128][129]。作品は吉本興業創業者の吉本せいをモデルとした女の一代記モノで明治後半から昭和30年代までの大阪を舞台に吉田智子が脚本を担当[128]、ヒロインの「藤岡（→北村）てん」役は葵わかなが演じ、同作品は2018年3月31日まで全26週・151回に亘って放送された。
- 11月16日 - NHKが、2019年度の大河ドラマについて、宮藤官九郎が脚本を担当し、近代オリンピックをテーマに、日本が1912年のストックホルムオリンピック（選手は三島弥彦／金栗四三の2名）に初参加して以来、1964年の東京オリンピック開催までを時代の変遷ごとに描く作品として制作することを発表[130]。その後、タイトルを『いだてん〜東京オリムピック噺〜』と決定、中村勘九郎・阿部サダヲの主演が発表された。同作品は2019年1月6日から放送開始。

## 2016年のテレビドラマ

### NHKの主なテレビドラマ

#### 特集ドラマ (NHK)
- 新春スペシャルドラマ 富士ファミリー
  - 1月2日（NHK総合）
  - 作：木皿泉
  - 出演：薬師丸ひろ子、小泉今日子、ミムラ、ほか

- ジャングル・フィーバー（公式サイト - ウェイバックマシン（2016年1月9日アーカイブ分））
  - 1月11日（NHK BSプレミアム）
  - 作：戸田幸宏
  - 出演：剛力彩芽、大東駿介、國村隼、篠原ともえ、阿南健治、高橋メアリージュン、矢柴俊博、内藤理沙、一ノ瀬ワタル

- 海底の君へ
  - 2月20日（NHK総合）
  - 作：櫻井剛
  - 出演：藤原竜也、成海璃子、水崎綾女、忍成修吾、市瀬悠也、近藤芳正、モロ師岡、麿赤兒

- クロスロード
  - 2月25日 - 3月31日（全6回、NHK BSプレミアム）
  - 作：金子成人、大川俊道、高橋美幸
  - 出演：舘ひろし、神田正輝、北乃きい、中村玉緒、高島礼子、徳重聡 ほか

- 恋の三陸 列車コンで行こう!
  - 2月27日 - 3月12日（全3回、NHK総合）
  - 作：清水有生
  - 出演：松下奈緒、安藤政信、ほか

- 放送90年 大河ファンタジー 精霊の守り人（第1部）
  - 3月19日 - 4月9日（4回、NHK総合）
  - 原作：上橋菜穂子
  - 出演：綾瀬はるか、ほか

- 最後の贈り物[131]
  - 5月3日（NHK総合）
  - 脚本・演出：落合正幸
  - 出演：田中麗奈、速水もこみち、南野陽子、板尾創路、足立梨花、鈴木梨央、石田ひかり、ほか

- 喧騒の街、静かな海[132]
  - 7月18日（NHK総合）
  - 出演：ディーン・フジオカ、和田正人、市川由衣、中村ゆり、水橋研二、三倉茉奈、久保田紗友、キムラ緑子、寺尾聰、ほか

- 百合子さんの絵本 〜陸軍武官・小野寺夫婦の戦争〜[133]
  - 7月30日（NHK総合）
  - 作：池端俊策
  - 原案：岡部伸「消えたヤルタ密約緊急電」
  - 出演：薬師丸ひろ子、香川照之、イヴォ・ウッキヴィ、千葉哲也、利重剛、戸田昌宏、加藤剛、小林勝也、山本龍二、菅田俊、三田村周三、小倉一郎、金田明夫、佐野史郎、吉田鋼太郎 ほか

- 夏休みドラマ キッドナップ・ツアー（公式サイト - ウェイバックマシン（2016年6月20日アーカイブ分））
  - 8月2日（NHK総合）
  - 原作：角田光代「キッドナップ・ツアー」
  - 出演：妻夫木聡、豊嶋花、木南晴夏、夏帆、新井浩文、ムロツヨシ、満島ひかり、八千草薫 ほか

#### スーパープレミアム (BSプレミアム)
- 獄門島[134]
  - 11月19日
  - 作：横溝正史「獄門島」
  - 出演：長谷川博己、仲里依紗、小市慢太郎、古田新太、奥田瑛二 ほか

- スペシャルドラマ 漱石悶々〜漱石“最後の恋”京都祇園の29日間〜[135]
  - 12月10日
  - 脚本：藤本有紀
  - 出演：豊川悦司、宮沢りえ、秋山菜津子 ほか

### 日本テレビ系の主なテレビドラマ

#### スペシャルドラマ (日本テレビ系)
- 刑事バレリーノ
  - 1月9日
  - 脚本：金子茂樹
  - 出演：中島裕翔（Hey! Say! JUMP）、髙嶋政宏、松井玲奈、永作博美、ほか

- ぼくのいのち - 制作：読売テレビ
  - 3月23日
  - 出演：木村佳乃、北村一輝、ほか

- 24時間テレビドラマスペシャル 盲目のヨシノリ先生〜光を失って心が見えた〜[68]
  - 8月27日
  - 原作：新井淑則「光を失って心が見えた 全盲先生のメッセージ」（金の星社）
  - 出演：加藤シゲアキ（NEWS）、沢尻エリカ、ほか

##### 金曜ロードSHOW! 特別ドラマ企画
- 天才バカボン〜家族の絆[11]
  - 3月11日[10]
  - 原作：赤塚不二夫「天才バカボン」
  - 主題歌：タモリ[12]
  - 出演：上田晋也、オカリナ（おかずクラブ）、松下奈緒、小日向文世、高嶋政伸、ほか

- さよならドビュッシー
  - 3月18日
  - 原作：中山七里「さよならドビュッシー」（宝島社刊）
  - 出演：東出昌大、黒島結菜、北大路欣也、ほか

- ガードセンター24 広域警備指令室（公式サイト）
  - 9月16日
  - 脚本：蛭田直美
  - 出演：中島健人（Sexy Zone）、栗山千明、田中圭、ケンドーコバヤシ、堀内敬子、中村梅雀、上川隆也、ほか

- がっぱ先生!（公式サイト）
  - 9月23日
  - 原案：「みんなで跳んだ」（角川つばさ文庫）
  - 出演：二階堂ふみ、坂口健太郎、大野拓朗、田畑智子、近藤芳正、阿部サダヲ、岸本加世子、ほか

### テレビ朝日系の主なテレビドラマ

#### スペシャルドラマ (テレビ朝日系)
- 第14回テレビ朝日21世紀新人シナリオ大賞ドラマ 夏目家どろぼう綺談
  - 1月3日（1月2日深夜）
  - 脚本：東山泰子
  - 出演：桐谷健太、西井幸人、ほか

- 検事の死命 - 制作：東映
  - 1月17日[注 29]
  - 原作：柚月裕子「検事の死命」（宝島社）
  - 出演：上川隆也、志田未来、ほか

- 黒の斜面 - 制作：松竹
  - 1月24日
  - 原作：菊島隆三
  - 出演：檀れい、内山理名、原田泰造、ほか

- 実録ドラマスペシャル 女の犯罪ミステリー 福田和子 整形逃亡15年 - 制作：東映（公式サイト - ウェイバックマシン（2016年2月25日アーカイブ分））
  - 3月17日
  - 原作：大下英治「福田和子事件」
  - 出演：寺島しのぶ、松岡茉優、安田顕、ほか

- 名探偵キャサリン2 - 制作：ユニオン映画
  - 3月20日[注 29]
  - 原作：山村美紗「消えた相続人」
  - 出演：シャーロット・ケイト・フォックス、谷原章介、ほか

- ストレンジャー〜バケモノが事件を暴く〜 - 制作：アットムービー
  - 3月27日[注 29]
  - 原作：萩尾望都「ポーの一族」（小学館文庫）
  - 監督：本広克行
  - 出演：香取慎吾、ほか

- 民王（2夜連続SP）[29]
  - 4月15日『民王スペシャル〜新たなる陰謀〜』、4月22日『民王スピンオフ〜恋する総裁選〜』
  - 原作：池井戸潤『民王』（文春文庫）
  - 出演：遠藤憲一、菅田将暉、ほか

- 科捜研の女 春スペシャル - 制作：東映
  - 4月17日[注 29]
  - 出演：沢口靖子、内藤剛志、ほか

- 叡古教授の事件簿 - 制作：国際放映
  - 5月21日[注 30]
  - 原作：門井慶喜『東京帝大叡古教授』（小学館文庫）
  - 出演：藤木直人、田中直樹、白洲迅、宇梶剛士、浅野ゆう子、武田鉄矢、ほか

- ゴールドウーマン - 制作：オスカープロモーション（公式サイト - ウェイバックマシン（2016年4月25日アーカイブ分））
  - 5月28日[注 30]
  - 原作：芦崎笙『スコールの夜』（日本経済新聞出版社）
  - 出演：小雪、鈴木保奈美、ほか

- ドクターX〜外科医・大門未知子〜スペシャル[136]
  - 7月3日[注 29]
  - 脚本：中園ミホ
  - 出演：米倉涼子、遠藤憲一、内田有紀、勝村政信、鈴木浩介、岸部一徳、西田敏行、ビートたけし[137]、ほか

- 第15回テレビ朝日新人シナリオ大賞ドラマ 少女のみる夢（公式サイト - ウェイバックマシン（2016年6月12日アーカイブ分））
  - 7月4日（3日深夜）
  - 脚本：藤原忍
  - 出演：齋藤飛鳥（乃木坂46）、星野みなみ（乃木坂46）、ほか

- 瀬戸内少年野球団 - 制作：オスカープロモーション[70]
  - 9月17日[注 30]
  - 原作：阿久悠『瀬戸内少年野球団』（岩波現代文庫）
  - 出演：武井咲、三浦貴大、友近、えなりかずき、山内圭哉、本田望結、平泉成、高橋惠子、大杉漣、ほか

- 必殺仕事人2016 - 制作：朝日放送・松竹
  - 9月25日
  - 脚本：寺田敏雄
  - 出演：東山紀之、松岡昌宏、知念侑李（Hey! Say! JUMP）、安田顕、尾美としのり、浜辺美波、寺島進、野際陽子、中越典子、和久井映見、遠藤憲一、ほか

- 狙撃（公式サイト）[138]
  - 10月2日[注 29]
  - 原作：永瀬隼介『狙撃 地下捜査官』（角川文庫）
  - 出演：尾野真千子、阿部サダヲ、柄本明、松重豊、佐藤浩市、ほか

- ABC創立65周年記念スペシャルドラマ 氷の轍 - 制作：朝日放送（公式サイト）
  - 11月5日
  - 原作：桜木紫乃『氷の轍』（小学館）
  - 出演：柴咲コウ、沢村一樹、ほか

- 山田太一ドラマスペシャル 五年目のひとり（公式サイト）[139]
  - 11月19日
  - 作：山田太一
  - 出演：渡辺謙、高橋克実、木村多江、市原悦子、ほか

- 検事の本懐 - 制作：東映
  - 12月3日[注 30]
  - 原作：柚月裕子『検事の本懐』（宝島社）
  - 出演：上川隆也、松下由樹、本仮屋ユイカ、ほか

- 年の瀬 変愛ドラマ（公式サイト - ウェイバックマシン（2016年12月20日アーカイブ分））
  - 12月29日 - 31日（12月28日 - 30日各深夜、3回）
  - 出演：安田顕、山本舞香、田中圭、ほか

##### スペシャルドラマ (ANN系列局)
- 福岡恋愛白書11〜キミと見る景色〜 - 制作：九州朝日放送
  - 3月26日（3月25日深夜）
  - 出演：川島海荷、浅香航大、ほか

- 三都IDOL物語 - 制作：北海道テレビ放送、メ〜テレ、九州朝日放送（HTB公式サイト、三都IDOL物語 (@santo_idol) - X（旧Twitter））
  - 6月24日
  - 脚本：オークラ、永井ふわふわ
  - 監督：坂元亮太（emu）[140]
  - 出演：東京03、ミルクス本物、dela（沢井里奈、秋波愛、綾瀬麗奈、架乃愛美、片岡かずさ、早見紗英）、四色定理、中山忍、田中要次、アイアム野田、オラキオ、ほか

#### ANN系列局のテレビドラマ
- まかない荘 - 制作：メ〜テレ、ラフ・アット
  - 4月19日 - 6月21日
  - 脚本：福原充則 ほか
  - 出演：清野菜名、菊池亜希子、山崎裕太、内田慈、山野海、藤村真優、鈴之助、福士誠治、渡辺哲、ほか

### TBS系の主なテレビドラマ

#### スペシャルドラマ (TBS系)
- 百年の計､我にあり 〜知られざる明治産業維新リーダー伝〜 - 制作：TBSビジョン、ケイファクトリー
  - 1月3日
  - 脚本：及川真実
  - 出演：榎木孝明、石黒賢、ほか

- 最強のオヤコ - 制作：毎日放送、The icon
  - 1月10日
  - 脚本：吉田紀子
  - 出演：藤山直美、仲里依紗、六平直政、市川知宏、小倉久寛、賀来千香子、榎木孝明、ほか

- 居酒屋もへじ5 〜母という字〜[141]
  - 6月27日[注 31]
  - 脚本：黒土三男
  - 出演：水谷豊、一路真輝、岸本加世子、角野卓造、奈良岡朋子 ほか

- ふつうが一番 〜作家・藤沢周平 父の一言〜[141]
  - 7月4日[注 31]
  - 原作：遠藤展子「藤沢周平 父の周辺」（文春文庫刊）「父・藤沢周平との暮らし」（新潮文庫）
  - 出演：東山紀之、松たか子、ほか

- 渡る世間は鬼ばかり 2016秋スペシャル[72]
  - 9月18日・19日
  - 作：橋田壽賀子
  - 出演：泉ピン子、角野卓造、吉村涼、えなりかずき、長山藍子、野村昭子、ほか

- ドラマ特別企画 往復書簡〜十五年後の補習 - 制作：ファインエンターテイメント（公式サイト）
  - 9月30日
  - 原作：湊かなえ「十五年後の補習」（「往復書簡」所収、幻冬舎文庫）
  - 出演：松下奈緒、市原隼人、ほか

- CBCテレビ開局60周年記念スペシャルドラマ ハートロス〜虹にふれたい女たち〜 - 制作：CBCテレビ（公式サイト）
  - 10月2日
  - 出演：斉藤由貴、川島海荷、ほか

### テレビ東京系の主なテレビドラマ

#### スペシャルドラマ (テレビ東京系)
- 最上の命医2016
  - 2月10日
  - 原作：入江謙三・橋口たかし『最上の命医』『最上の明医〜ザ・キング・オブ・ニート〜』（小学館少年サンデーコミックス刊）
  - 出演：斎藤工、ほか

- Friend-Ship Project 初♥トライアングル〜あのコは何でニッポンに?〜[142]
  - 2月11日
  - 出演：木南晴夏、三浦貴大、若月佑美（乃木坂46）、入江雅人、ほか

- 空腹アンソロジー（公式サイト）
  - 3月14日（13日深夜）
  - 出演：松井愛莉、六角精児、ほか

- ヒューマンドラマスペシャル ダメ父ちゃん、ヒーローになる!〜崖っぷち!人情広告マン奮闘記（公式サイト）[143]
  - 12月29日
  - 原作：荻原浩「なかよし小鳩組」（集英社文庫）
  - 出演：沢村一樹、広末涼子、鈴木梨央、ほか

- 不便な便利屋 2016 初雪 - 制作：The icon[144][145]
  - 12月30日
  - 脚本・監督：鈴井貴之
  - 出演：岡田将生、鈴木浩介、遠藤憲一、飯豊まりえ、TEAM NACS、ほか

##### 六本木3丁目移転プロジェクト・ドラマスペシャル
- 模倣犯 - 制作：テレパック
  - 9月21日・22日
  - 原作：宮部みゆき「模倣犯」（新潮文庫）
  - 出演：中谷美紀、ほか

- 湊かなえサスペンス『望郷』[146]
  - 9月28日
  - 原作：湊かなえ「みかんの花」「海の星」「雲の糸」
  - 出演：広末涼子、伊藤淳史、濱田岳、ほか

- 巨悪は眠らせない 特捜検事の逆襲[147]
  - 10月5日
  - 原作：真山仁「売国」（文春文庫）
  - 出演：玉木宏、相武紗季、奥田瑛二、ほか

#### スペシャルドラマ（BSジャパン）
- 青春の名曲ストーリー "赤いスイートピー" "神田川"（公式サイト）
  - 3月12日
  - 出演：浅野温子、桜庭ななみ、大杉漣、前田亜季、ほか

### フジテレビ系の主なテレビドラマ

#### スペシャルドラマ (フジテレビ系)
- 新春ドラマスペシャル 坊っちゃん[148]
  - 1月3日
  - 原作：夏目漱石『坊っちゃん』
  - 出演：二宮和也、古田新太、八嶋智人、山本耕史、及川光博、岸部一徳、ほか

- 女性作家ミステリーズ 美しき三つの嘘[149] - 制作：ドリマックス・テレビジョン
  - 1月4日
  - 原作：湊かなえ『サファイア』（第一話）、三浦しをん『天国旅行』（第二話）、角田光代『平凡』（第三話）
  - 出演：永作博美、土屋太鳳、鈴木京香、三浦友和、ほか

- ラーメン大好き小泉さん2016新春SP[150] - 制作：共同テレビ
  - 1月4日
  - 原作：鳴見なる『ラーメン大好き小泉さん』（竹書房『まんがライフSTORIA』連載）
  - 出演：早見あかり、美山加恋、古畑星夏、成田凌、田中美麗、ほか

- ふなっしー探偵[151] - 制作：共同テレビ
  - 1月7日
  - 脚本：政池洋佑
  - 出演：ふなっしー、児嶋一哉、松下洸平、木下ほうか、ほか

- 大奥 - 制作：東映
  - 1月22日・1月29日
  - 脚本：浅野妙子
  - 出演：沢尻エリカ、ほか

- 日本のヴァイオリン王〜名古屋が生んだ世界のマエストロ 鈴木政吉物語〜 - 制作：東海テレビ
  - 2月14日
  - 脚本：いずみ玲
  - 出演：武田真治、笛木優子、中村ゆり、ほか

- 夏樹静子サスペンス 光る崖 - 制作：The icon[152]
  - 2月20日
  - 原作：夏樹静子「光る崖」
  - 出演：高島礼子、山口紗弥加、森岡豊、森迫永依、三浦理恵子、高杉亘、宇梶剛士、ほか

- 桜坂近辺物語[153]
  - 3月7日 - 3月10日
  - 脚本：バカリズム
  - 出演：バカリズム、福山雅治、柏木由紀、原田泰造、市原隼人、勝地涼、生瀬勝久、山本耕史、大倉孝二、なだぎ武、山崎樹範、野間口徹、川口春奈、中村蒼、ほか

- 素敵な選TAXIスペシャル 〜湯けむり連続選択肢〜 - 制作：関西テレビ・MMJ
  - 4月5日
  - 脚本：バカリズム
  - 出演：竹野内豊、玉山鉄二、瀧本美織、清水富美加、丸山智己、山崎樹範、宇梶剛士、松重豊、ほか

- モンタージュ 三億円事件奇譚
  - 6月25日（前編）、26日（後編）[40]
  - 原作：渡辺潤『モンタージュ 三億円事件奇譚 SINCE 1968.12.10』（講談社『ヤングマガジン』連載）
  - 出演：福士蒼汰、芳根京子、劇団ひとり、野村周平、遠藤憲一、夏木マリ、香川照之、唐沢寿明、西田敏行、ほか

- 3夜連続スペシャルドラマ バスケも恋も、していたい[154]
  - 9月19日 - 9月21日
  - 出演：藤ヶ谷太輔、山本美月、ほか

- かもしれない女優たち2016
  - 10月10日
  - 脚本：バカリズム
  - 出演：広末涼子、井川遥、斉藤由貴、ほか

- 本当にあった女の人生ドラマ[155]
  - 11月18日
  - 原作：「本当にあった女の人生ドラマ」（ぶんか社）
  - 出演：中山忍、櫻井淳子、佐藤江梨子、新山千春、三倉茉奈、ほか

- 鬼平犯科帳 THE FINAL - 制作：松竹
  - 12月2日（前編）、12月3日（後編）[116]
  - 原作：池波正太郎「五年目の客」「雲竜剣」（文春文庫）
  - 出演：中村吉右衛門、多岐川裕美、梶芽衣子、勝野洋、中村又五郎、若村麻由美、谷原章介、尾上菊之助、中村嘉葎雄、橋爪功[116]、さだまさし[117]、ほか

- クリスマスドラマスペシャル わたしに運命の恋なんてありえないって思ってた - 制作：関西テレビ[156]
  - 12月20日
  - 脚本：大島里美
  - 出演：多部未華子、高橋一生、ほか

- ラーメン大好き小泉さん2016年末SP[157] - 制作：共同テレビ
  - 12月30日（29日深夜）
  - 原作：鳴見なる『ラーメン大好き小泉さん』（竹書房『まんがライフSTORIA』連載）
  - 出演：早見あかり、美山加恋、古畑星夏、ほか

##### スペシャルドラマ (FNN系列局)
- 新・ミナミの帝王 - 制作：関西テレビ
  - 1月17日
  - 出演：千原ジュニア、大東駿介、赤井英和、ほか

#### FNN系列局のテレビドラマ
- 大阪環状線 ひと駅ごとの愛物語 - 制作：関西テレビ
  - 1月13日（12日深夜） - 3月16日（15日深夜）